# 혼다 후치
혼다 후치(일본어: 本田 風智, 2001년 5월 10일~)는 일본의 축구 선수이다.

## 구단 경력
그는 2019년 J1리그의 사간 도스에 입단했다. 2024년후 J2리그에 강등했다.